# Consorzio per le Autostrade Siciliane
Il Consorzio per le Autostrade Siciliane (CAS) è un ente pubblico economico della Regione Siciliana, concessionario per la gestione di alcune autostrade della regione.

## Storia
Il consorzio venne costituito nel 1997 dopo lo scioglimento dei tre vecchi consorzi autostradali concessionari dell'Anas: Consorzio Messina-Palermo, Consorzio Messina-Catania e Consorzio Siracusa-Gela, istituiti allora con legge regionale n.4 del 1965.
È stato un ente pubblico non economico soggetto alla vigilanza della Regione Siciliana, proposto alla gestione di alcune tratte autostradali dell'isola in base a una concessione con l'Anas stipulata il 27 novembre 2000 con scadenza nel 2030.
Ha la sede legale in Messina in contrada Scoppo, in un edificio costruito all'interno dell'anello dello svincolo di Messina Boccetta inaugurato nel 1972; altre sedi sono situate nelle città di Palermo e Roma.
La legge regionale 11 febbraio 2021 n. 4, ne ha mutato la natura in ente pubblico economico; benché il servizio studi dell'Assemblea Regionale Siciliana avesse messo in guardia sulla genericità del testo e la possibile interruzione del servizio a causa della mancata previsione della successione del nuovo ente nella concessione con Anas. All'atto pratico nessuna interruzione ha avuto luogo e, quindi, il nuovo ente resta, de facto, il concessionario autostradale.

## Tratte gestite
- Autostrada A20 Messina-Palermo - 183 km
- Autostrada A18 Messina-Catania - 76,8 km
- Autostrada A18 Siracusa-Gela - 59,1 km (termina temporaneamente a Modica)

Il totale gestito è di 310,6 km.

## Progetti
Sono in corso i lavori per la realizzazione dei lotti 6+7 e 8 della Siracusa-Gela che collegheranno Rosolini a Marina di Modica per circa 20 km. Per il completamento dell'autostrada fino a Gela mancheranno altri 68 km circa.
Sono in corso i lavori per riadattare i sistemi di terra per il telepedaggio utilizzati in tutta la rete autostradale per consentire l'utilizzo del SET (Sistema Europeo di Telepedaggio) e del e del SIT-MP (Sistema Interoperabile di Telepedaggio Mezzi Pesanti), provvisoriamente limitati al solo Telepass e MooneyGo, a seguito di varie denunce presentate da Cittadinanzattiva e Confconsumatori Sicilia.

## Dati societari
- Ragione sociale: Ente gestore delle Autostrade A20 e A18
- Sede sociale: Contrada Scoppo - 98122 Messina
- Organi sociali: Assemblea dei soci, Consiglio Direttivo, Presidente, Collegio dei revisori (art.6 Statuto).

Le deliberazioni degli organi di amministrazione del Consorzio inerenti ai bilanci preventivo e consuntivo sono sottoposte all'approvazione dell'Assessore regionale delle Infrastrutture, previo parere dell'Assessore regionale dell'Economia.
Le deliberazioni concernenti regolamenti, statuti e piante organiche del Consorzio o modifiche allo stato giuridico ed economico del relativo personale sono soggette all'approvazione della Giunta regionale, su proposta dell'Assessore regionale delle Infrastrutture.
Le restanti deliberazioni sono immediatamente esecutive e vanno trasmesse all'Assessorato regionale delle Infrastrutture entro dieci giorni dalla loro adozione.
Compete all'Assessore regionale delle Infrastrutture il potere di disporre verifiche od ispezioni straordinarie, nonché di proporre al Presidente della Regione lo scioglimento degli organi consortili in caso di gravi e ripetute irregolarità amministrative.
La Regione Siciliana partecipa al Consorzio con una quota del 91 %; gli altri enti partecipanti sono: le città metropolitane di Catania e di Messina e i liberi consorzi di Siracusa e Ragusa; le Camere di Commercio, Industria, Artigianato ed Agricoltura di Catania, Messina e Siracusa; l'IRSAP; i Comuni di Barcellona Pozzo di Gotto, Catania, Messina, Patti, Siracusa, Rosolini, Modica.

## Controversie
Nel 2023, a seguito di vari ricorsi presentati negli anni e, a seguito della decisione approvata dall'Antitrust, l'azienda è stata multata per la somma di 500.000€ (la quale inizialmente doveva essere di 700.000€, ma la cifra è stata ridotta a 500.000€ a causa della pessima condizione in cui versa lo stato delle casse del gestore) per le varie e gravi inadempienze in termini di manutenzione, nonché tempistiche di percorrenze dell'autostrada per la saturazione di cantieri, come constatato da diversi anni.
L'azienda è stata altresì denunciata per non aver implementato sin da subito il servizio europeo di telepedaggio, a differenza di tutto il resto della rete autostradale italiana.